# 만토
만토(고대 그리스어: Μαντώ)라는 이름을 가진 인물은 그리스 신화에 여러 명 등장한다.

## 테이레시아스의 딸
이 만토는 교미하는 뱀을 막대기로 쳤다가 여자가 되어 헤라 여신의 여신관이 된 테이레시아스의 딸이다.
에피고노이 전쟁 때 만토는 델포이에 전리품으로 끌려갔다. 아폴론이 그녀를 콜로폰으로 보내 자신을 섬길 무녀를 찾아오게 시켰다. 만토는 라키오스와 결혼해 모프소스를 낳았고(어떤 판본에서는 아폴론이 모프소스의 아버지이다), 《비블리오테케》에 따르면 알크마에온과의 사이에 암필로코스와 티시폰을 낳았다. 로마 신화에서는 만토가 이탈리아로 가서 티베리누스 신과의 사이에서 오크누스를 낳았다. 오크누스는 이탈리아 북부에 도시를 세우고 어머니의 이름을 붙였는데, 거기가 오늘날의 만토바라고 한다.
단테의 《신곡》 중 지옥편에서 제8지옥의 제4구덩이에 떨어져 있다.

## 헤라클레스의 딸
이 만토는 헤라클레스의 딸이다. 세르비우스에 따르면 만투바의 이름의 유래가 된 것은 사실 이 만토라고도 한다.

## 폴뤼이도스의 딸
이 만토는 예언자 폴뤼이도스의 딸이며, 아스튀크라테이아의 자매이다. 메가라의 왕 알카토스가 실수로 자기 아들 칼리포스를 죽이자 그의 죄를 사해주러 폴뤼이도스가 메가라로 갔는데, 그때 만토 자매도 함께 갔다고 한다.(Pausanias, Description of Greece, 1. 43. 5).

## 멜람푸스의 딸
이 만토는 또다른 예언자 멜람푸스와 메가펜테스의 딸 이피아네이라 사이에 태어난 딸이며, 안티파테스, 비아스, 프로노에를 낳았다(Diodorus Siculus, Library of History, 4. 68. 5).

## 참고 자료
- Virgil. Eclogae ix.59–60.
- Isidore. Etymologiae xv.1.59.
- Statius. Thebais iv.463–468, x.597–603.
- Pomponius Mela. De chorographia i.88.